# اندی دی‌جل‌سومینا
اندی دی‌جل‌سومینا (به انگلیسی: Andy DiGelsomina) آهنگساز، نوازنده گیتار و شاعر اهل آمریکا است. استفاده او از هنرمندان برجستهای همچون گراهام بونت، ورونیکا فریمن و تامی هارت در گروه خود به نام لیراکا باعث شهرت او شده است.